# إليزابيث لويز فيغ لوبرون
إليزابيث-لوي فيغ-لوبرون  (بالفرنسية: Élisabeth-Louise Vigée-Le Brun) (مواليد 16 أبريل 1755 في باريس - 30 مارس 1842 في باريس) كانت رسامة فرنسية وتعتبر أشهر فنانات الرسم في القرن الثامن عشر على الإطلاق. أسلوبها تميز بانتمائه لأسلوب الروكوكو كما يشير اهتماما بمواضيع الحركة الكلاسيكية الجديدة.
لايمكن اعتبار لوي فيغ ضمن فناني الحركة الكلاسيكية بشكل كامل، رغم أن معظم لوحاتها أو البورتريهات التي أنتجتها صورت بملابس الفترة الكلاسيكية. وقد عاصرت فترة نهاية الملكية في فرنسا والثورة الفرنسية.

## سيرة
ولدت في 16 أبريل 1755 في باريس لجامع البورتريهات والرسام لوي فيغ الذي تحصلت منه على تعليماته الأولية في الرسم. كانت أمها مصففة شعر. أرسلت للإقامة مع أقرباء لها حتى سن السادسة في إيبرنون جنوبي باريس، حيث تم الحاقها بدير للراهبات أقامت به خمس سنوات اضافية. فارق أبيها الحياة حين كانت تبلغ من العمر 12 عاما. في 1768 تزوجت أمها من تاجر المجوهرات الثري جاك فرانسوا لو سيفر لتنتقل الأسرة إلى «رو سان أونر» إحدى دوائر باريس قرب «بالي رويال» أو «بالي كاردينال» أحد قصور الإقامة الملكية في باريس.
قامت برعايتها لاحقا وريثة الثروة الطائلة لويز ماري أدلايد دو بوربون زوجة فيليب إيغاليتي أو «فيليب المساواة» أحد أعضاء أسرة بوربون المالكة في فرنسا آنذاك. خلال تلك الفترة استفادت إليزابيث من نصائح الرسامين الفرنسيين المعروفين أمثال غابرييل فرانسوا دويين (1726-1806)، جان باباتيست غرويوز (1725-1805)، كلود جوزيف فرنيت (1714-1784) إضافة لأعلام آخرين في هذه الفترة.
بحلول سنون مراهقتها المبكرة صارت إليزابيت رسامة بورتريهات محترفة. بعد أن تم مصادرة مشغلها الخاص بالرسم بسبب ممارسة العمل دون رخصة، ارتادت أكاديمية سان لوك "Académie de Saint Luc"، التي عرضت مكرهة أعمالها في صالونها. وفي 25 أكتوبر 1725 صارت عضوة في الأكاديمية.
في 7 أغسطس 1745 تزوجت من جان باباتيست بير لوبرون وهو رسام وتاجر قطع فنية والذي يمت بصلة قربى لشارل لوبرون(1619-1690) من أعلام الفن والرسم في فرنسا خلال القرن السابع عشر وأول رئيس للأكاديمة الفرنسية خلال حكم لويس الرابع عشر.

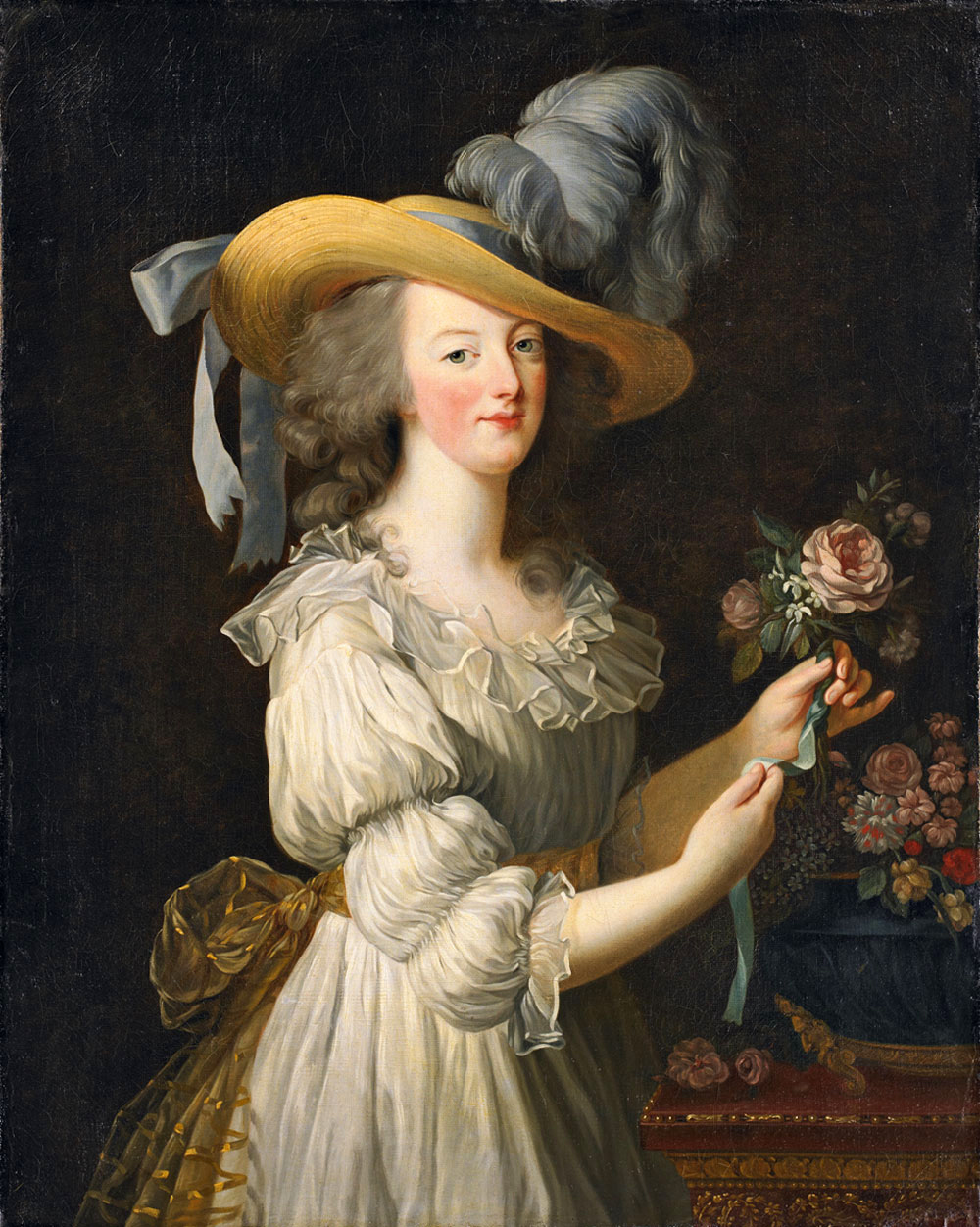
بورتريه لماري إنطوانيت في 1783 من رسم لإليزابيت فيغ لوبرون.

## ماري إنطوانيت
قامت فيغ لوبرون برسم مجموعة من لوحات البورتريه لعدد من الشخصيات المرموقة في المجتمع الفرنسي آنذاك حيث ازدهر عملها، كما تم دعوتها إلى قصر فرساي لتقوم بعمل بورتريه لماري أنطوانيت حيث قامت برسم ما يقارب الثلاثين لوحة للملكة وأسرتها.
في 12 فبراير 1780 أنجبت ابنتها، وفي 1781 قامت وزوجها بجولة إلى إقليم فلاندر البلجيكي إضافة إلى هولندا حيث قامت برسم مجموعة من الشخصيات المرموقة من قبيل وليم الأول فردريك أمير ناسو وأول ملوك مملكة هولندا.

## الثورة الفرنسية
في أعقاب الثورة الفرنسية واعتقال الأسرة المالكة غادرت فيغ لوبرون وابنتها جولي فرنسا حيث أقامت وعملت لعدة سنوات في إيطاليا، النمسا وروسيا حيث أفادتها خبرتها في التعامل مع طبقة الأرستقراطيين. وفي روسيا صارت عضوة في أكاديمية الفنون الجميلة في سان بطرسبرغ، فيما تزوجت ابنتها جولي من أرستقراطي روسي.

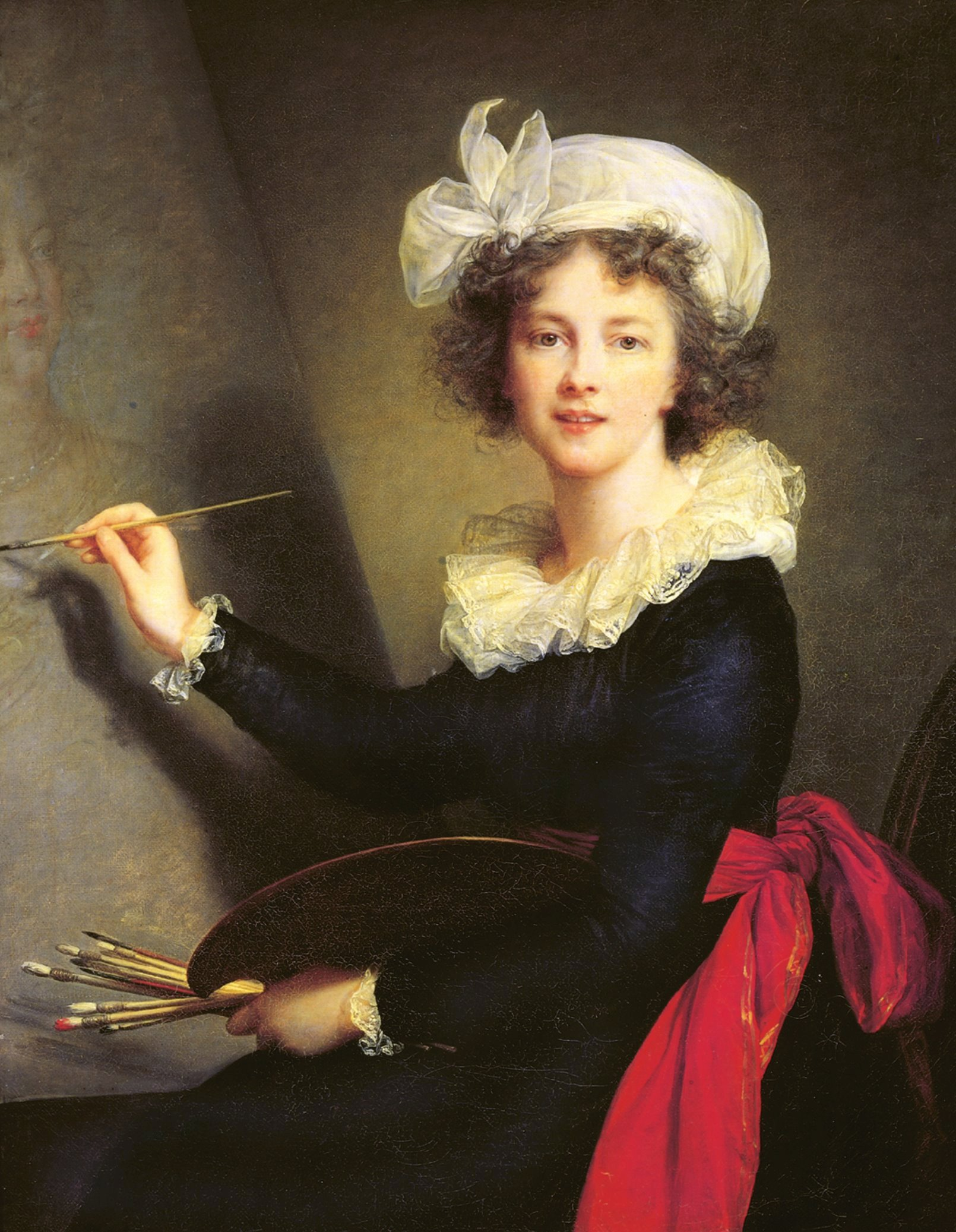
بورتريه شخصي رسم في فلورنسا 1790.

تم الترحيب بعودتها إلى فرنسا في عهد نابليون الأول لتزور بعدها إنكلترا حيث قامت برسم عدد من الشخصيات الهامة من قبيل اللورد بايرون. في 1807 قامت بزيارة سويسرا ليتم منحها العضوية الفخرية في جمعية الرقي بالفنون الجميلة "Société pour l'Avancement des Beaux-Arts" في جينيف.
قامت بنشر مذكراتها في عامي 1835 و1837. وفي سن الخمسينيات استمرت في العمل بنشاط. قامت بشراء منزل في لوفيسين "Louveciennes" بدائرة إيل دو فرانس ضواحي باريس وأقامت به حتى حوصر من قبل الجيش البروسي أثناء الحروب النابليونية في 1814. أقامت في باريس حتى فارقت الحياة في 30 مارس 1842.
النقش الذي تم حفره على شاهد قبرها في مقبرة لوفيسن حيث دفنت حمل عبارة (...هنا، أرقد أخيرا...ci, enfin, je repose…).
خلفت فيغ لوبرون ورائها 660 لوحة بورتريه و200 لوحة طبيعية، إضافة إلى مجموعتها الخاصة. كما بالإمكان العثور على أعمالها في المتاحف العالمية الكبرى في أوروبا والولايات المتحدة مثل متحف الإرميتاج وناشيونال غاليري في لندن

### صور مرسومة في فرنسا

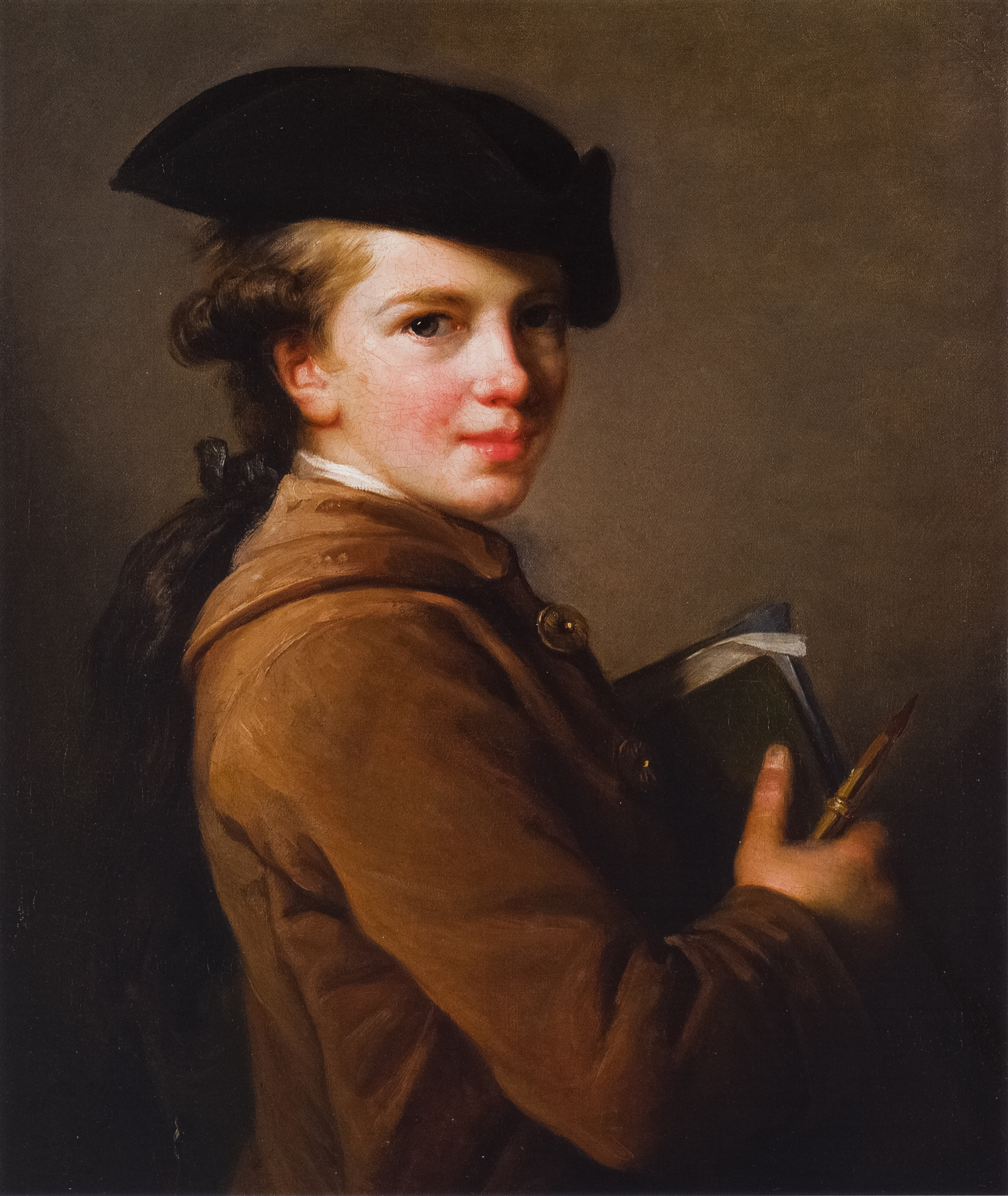
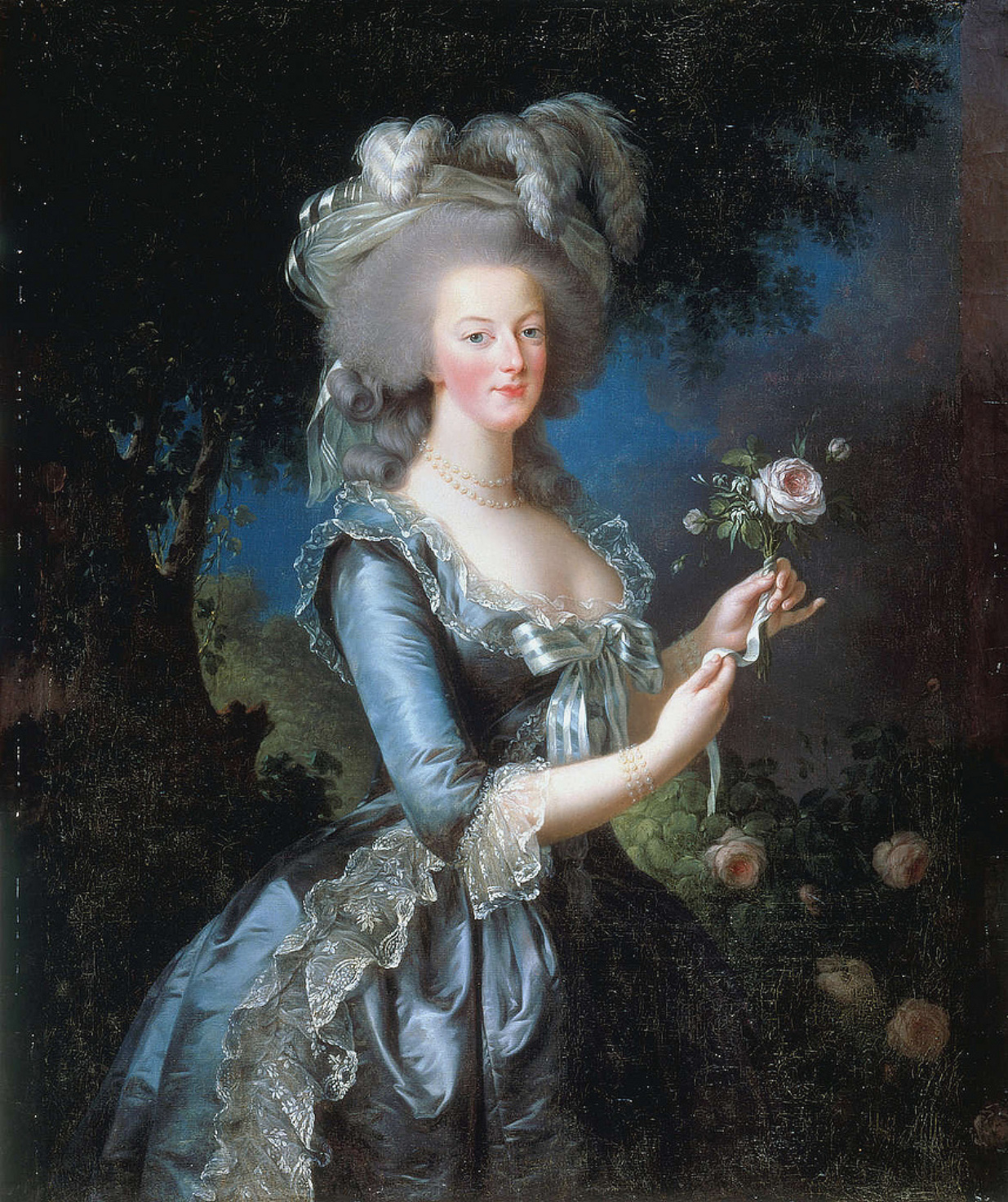
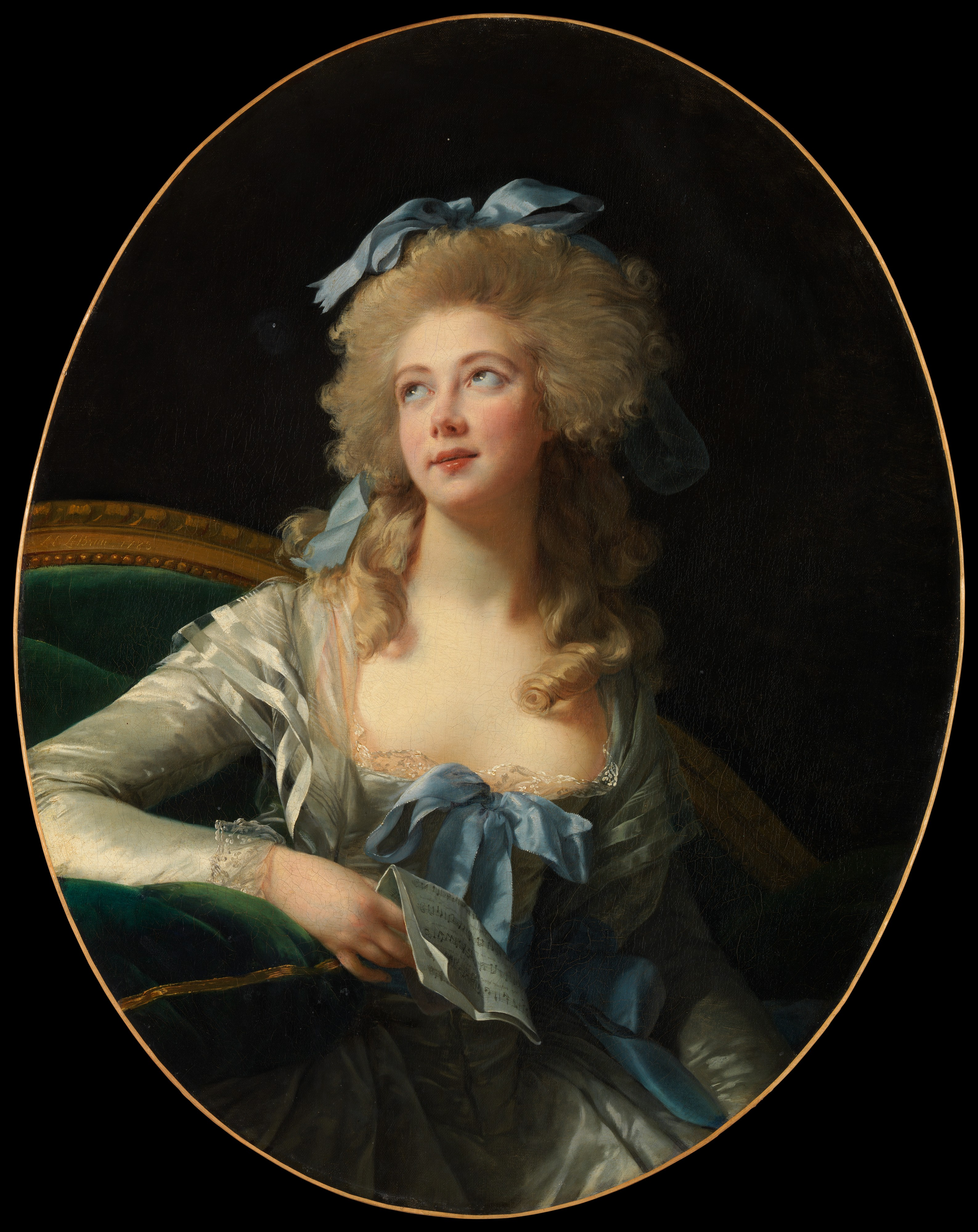
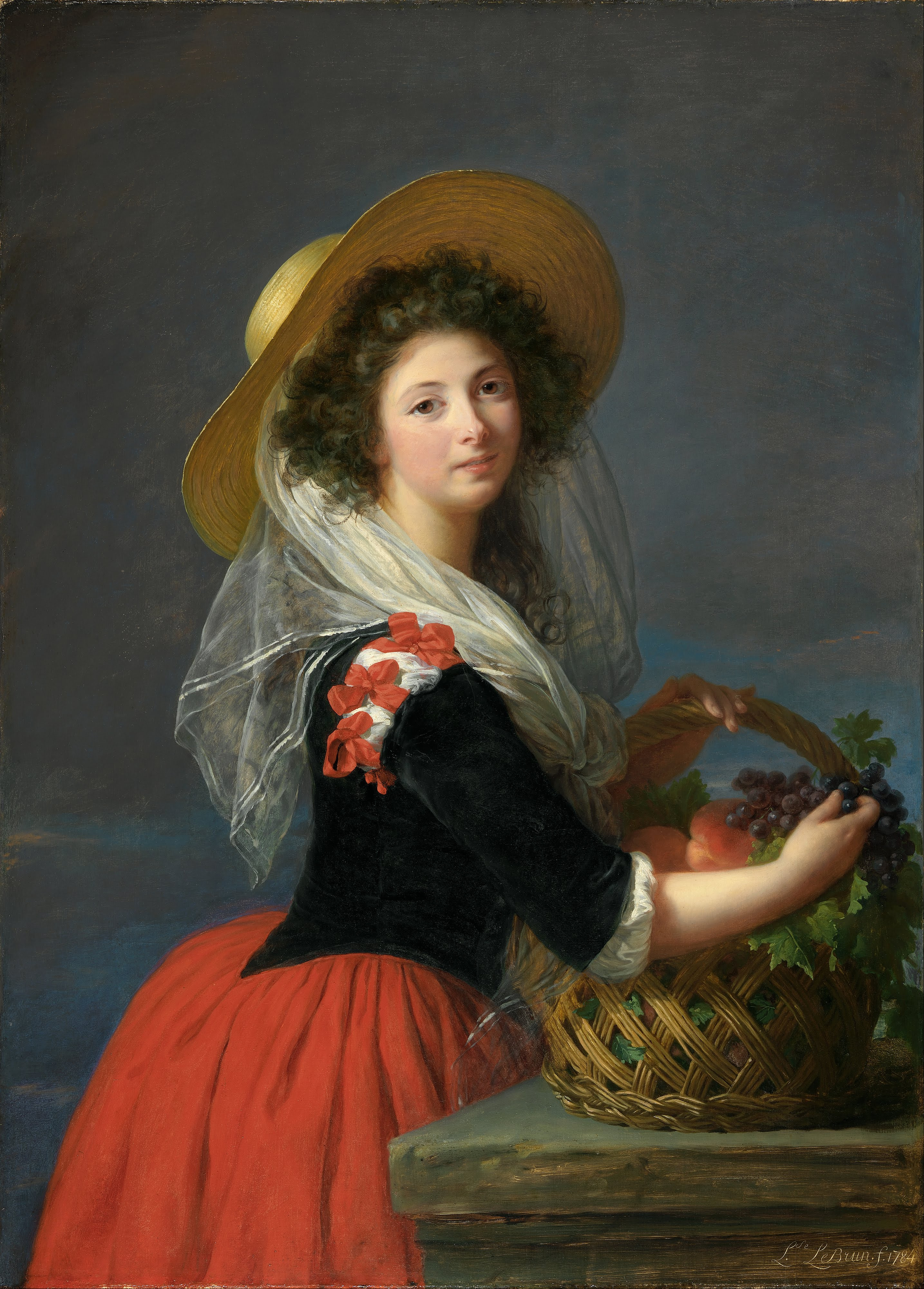
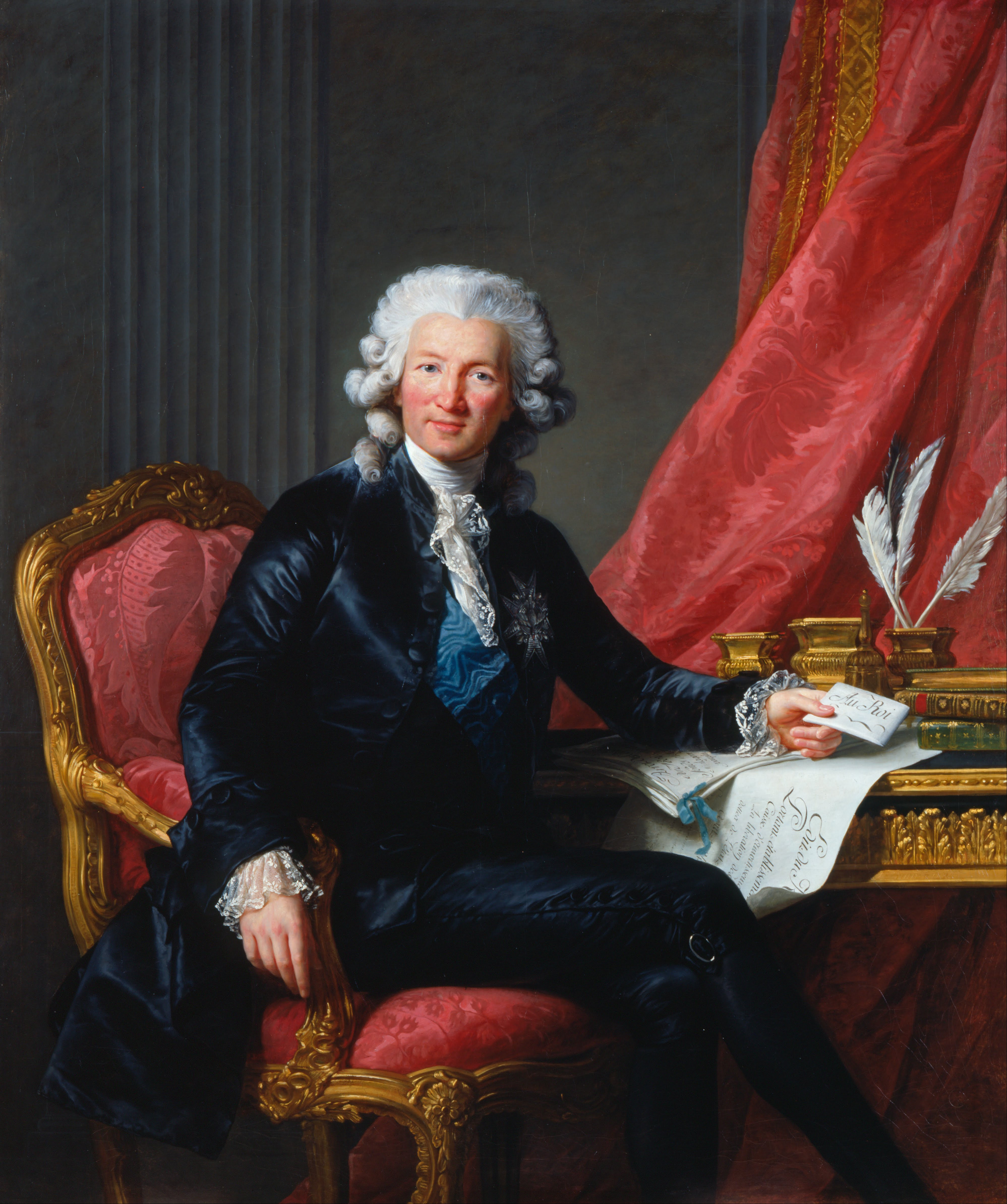
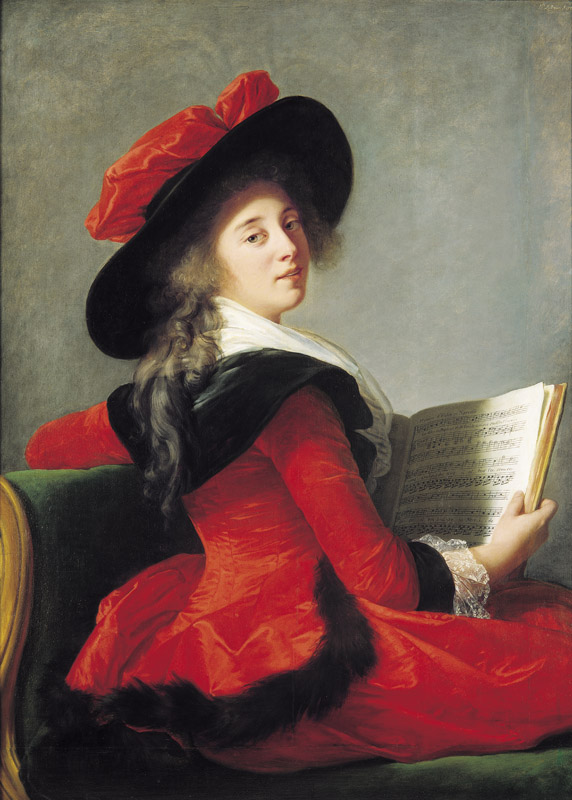
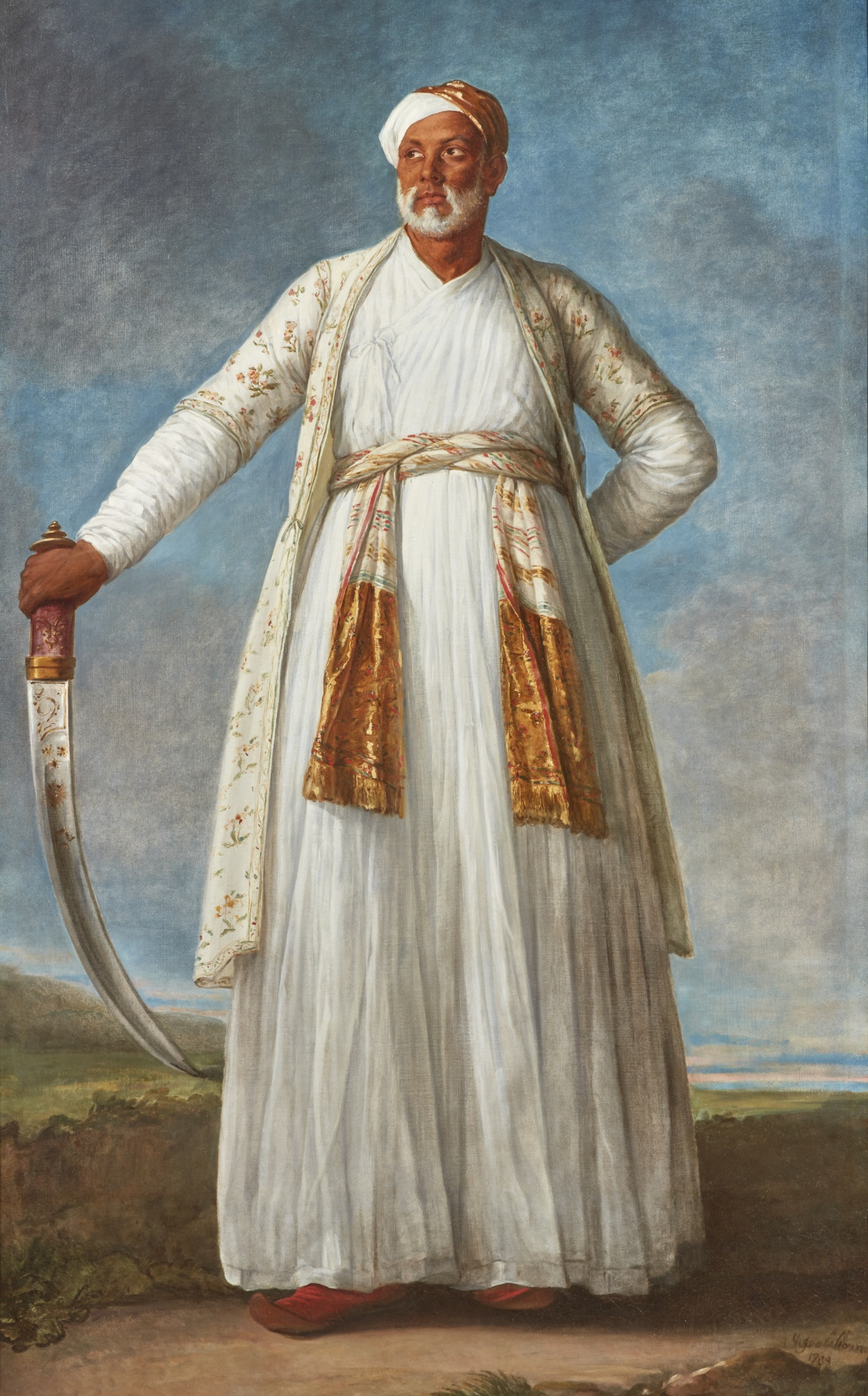
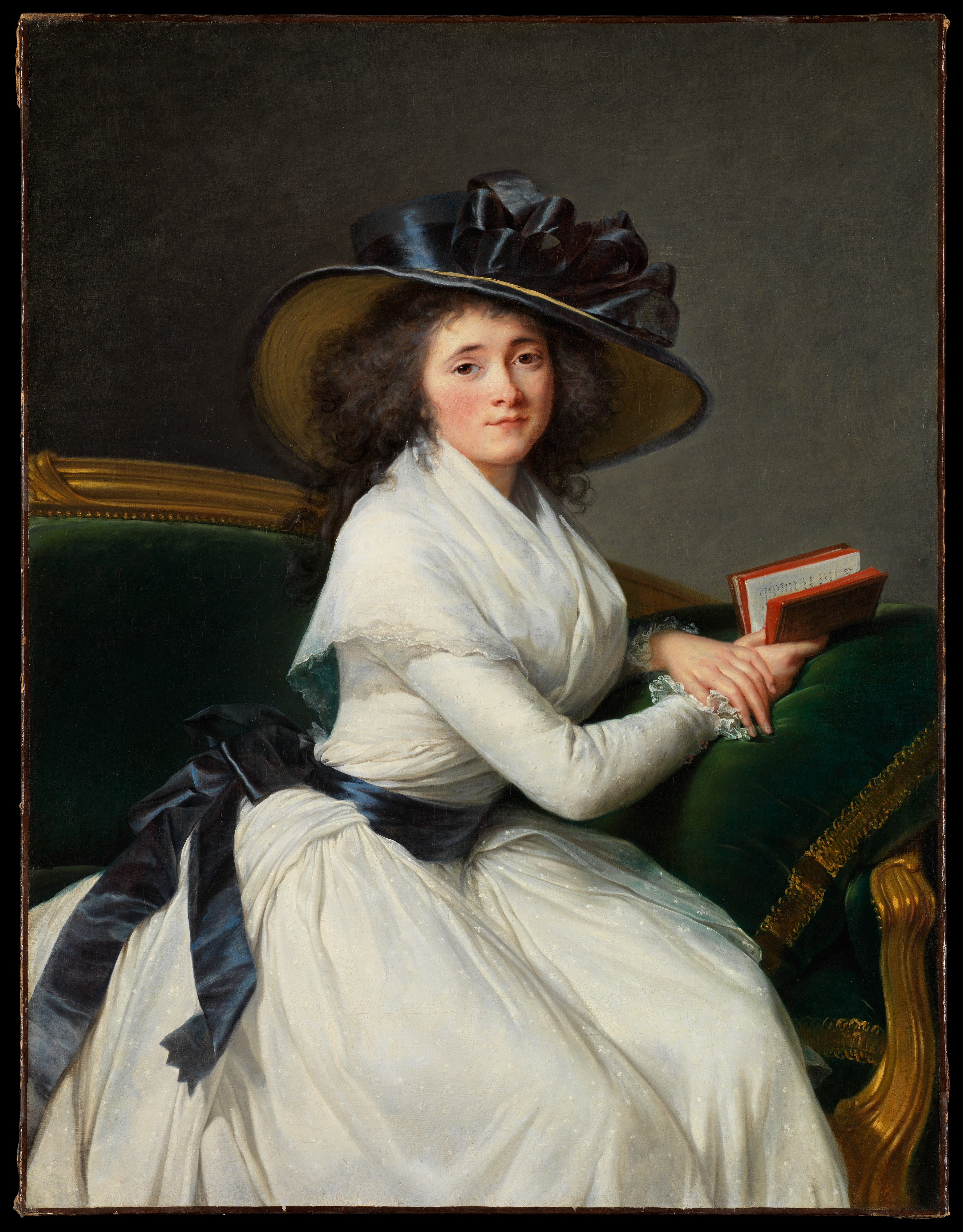
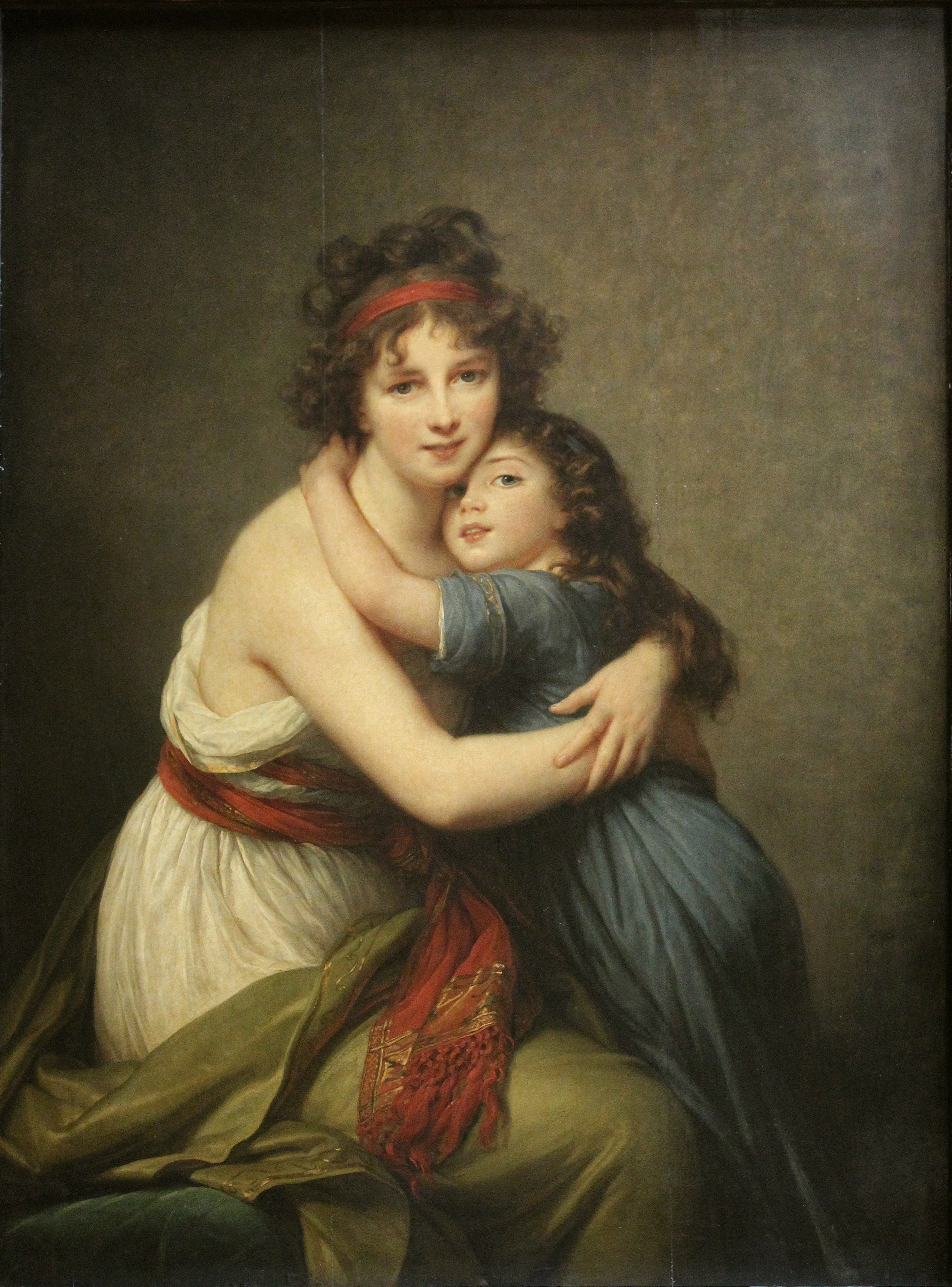

### صور مرسومة في إيطاليا

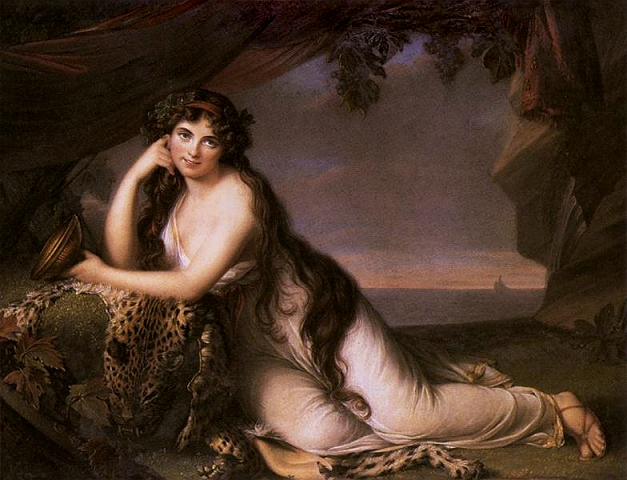
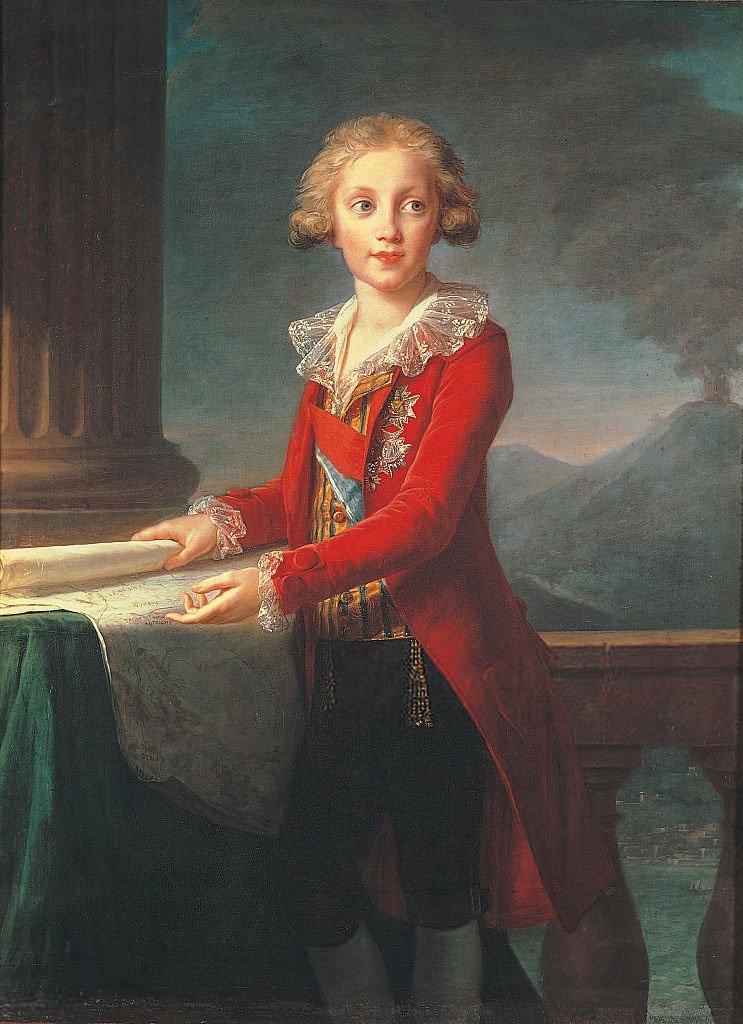
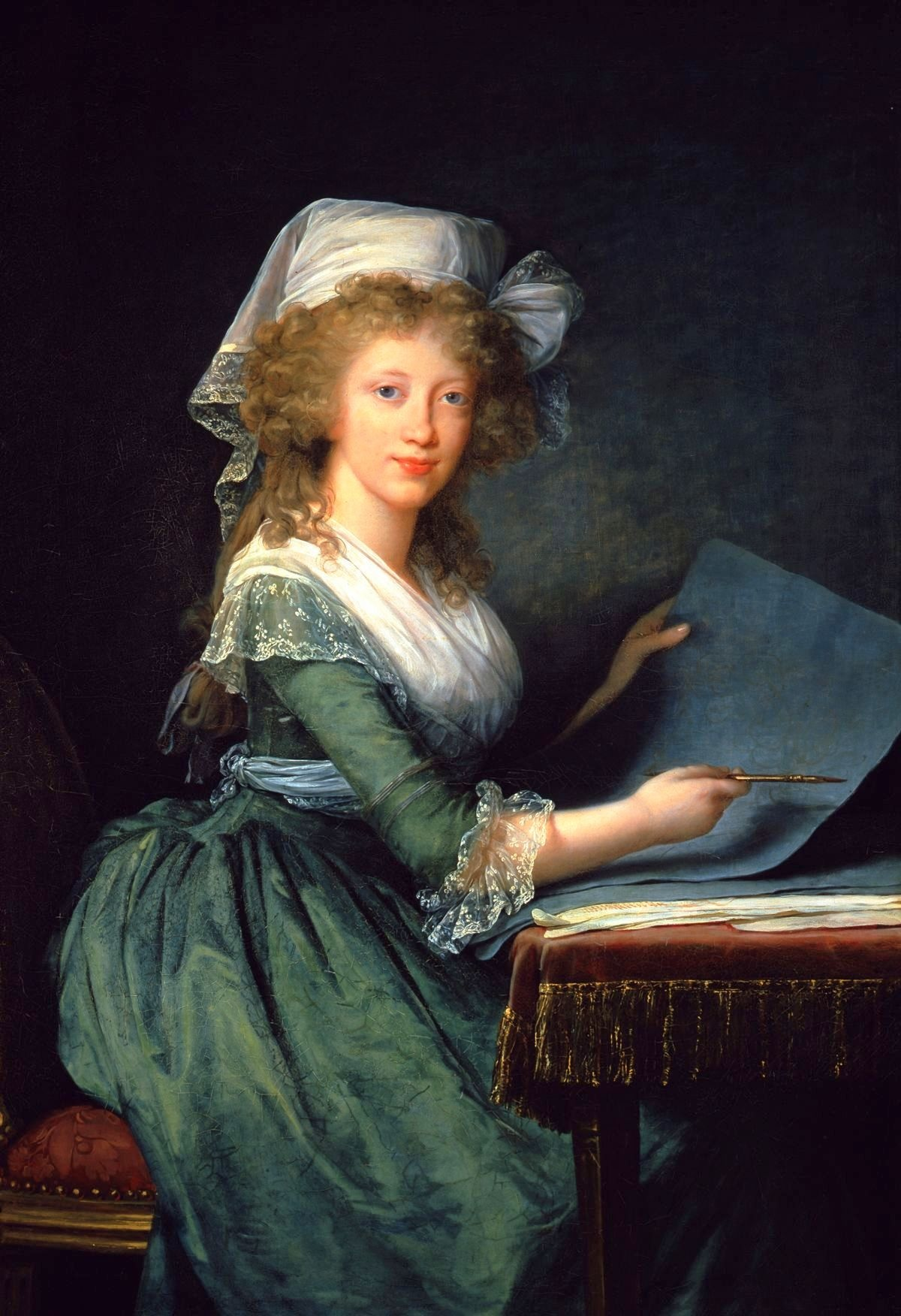
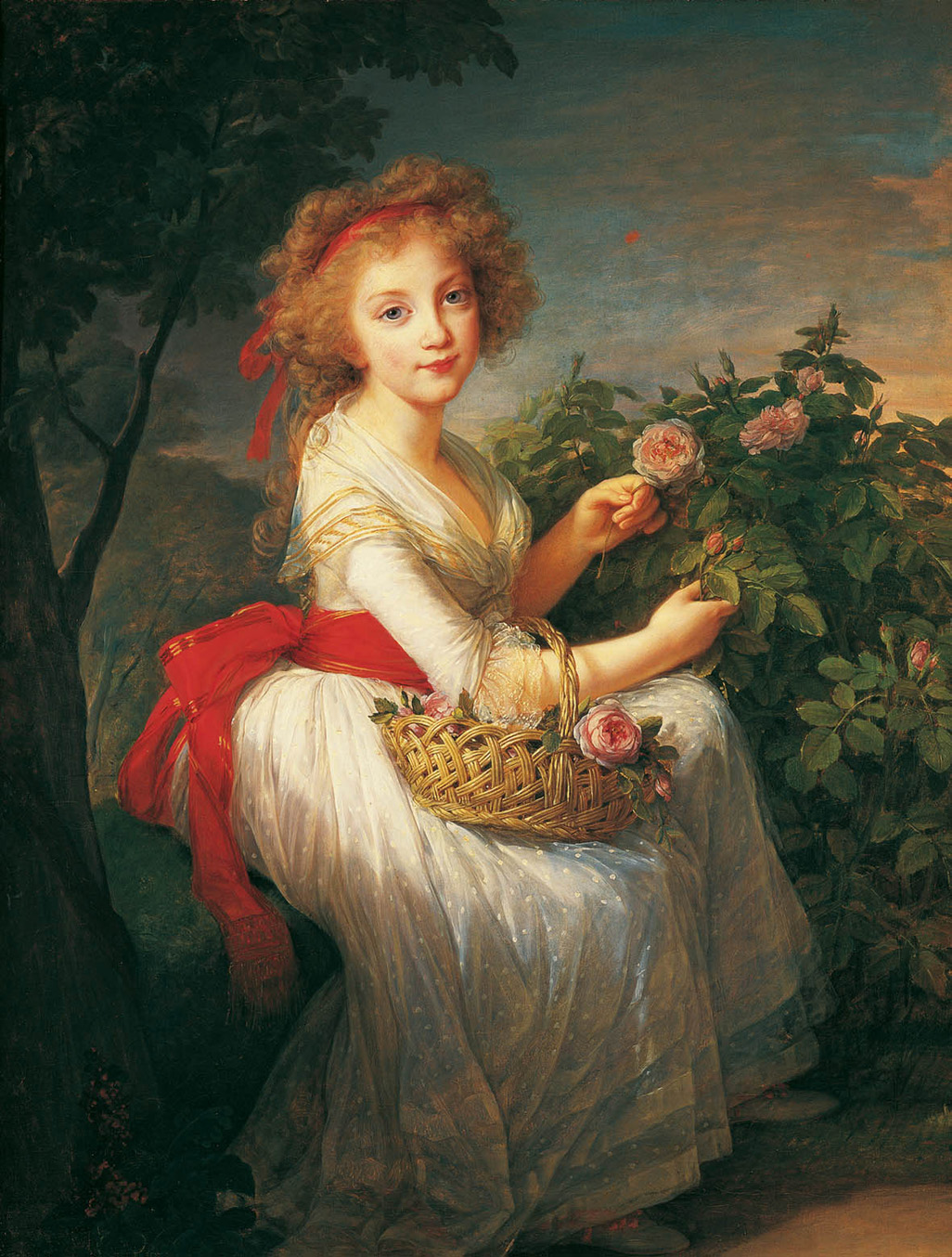
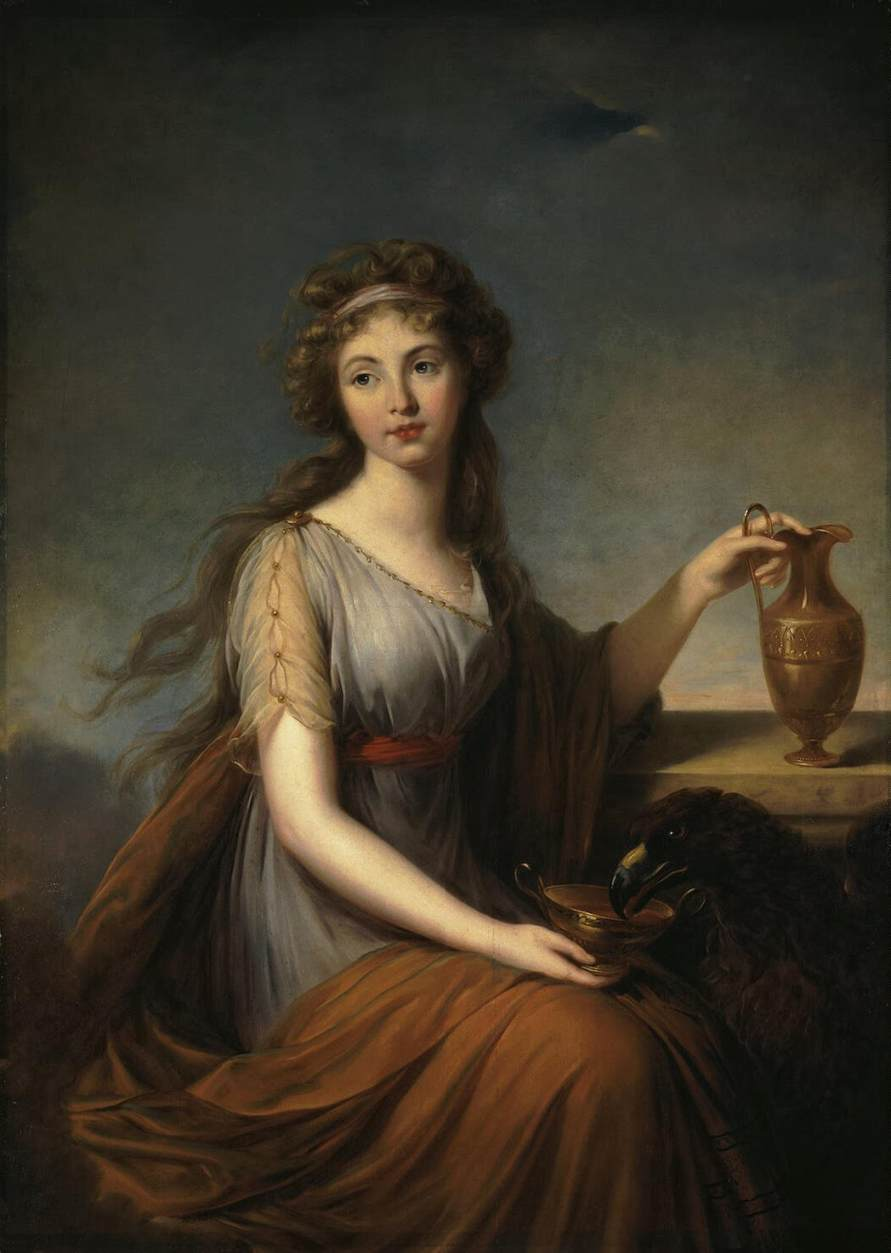

### صور مرسومة في النمسا

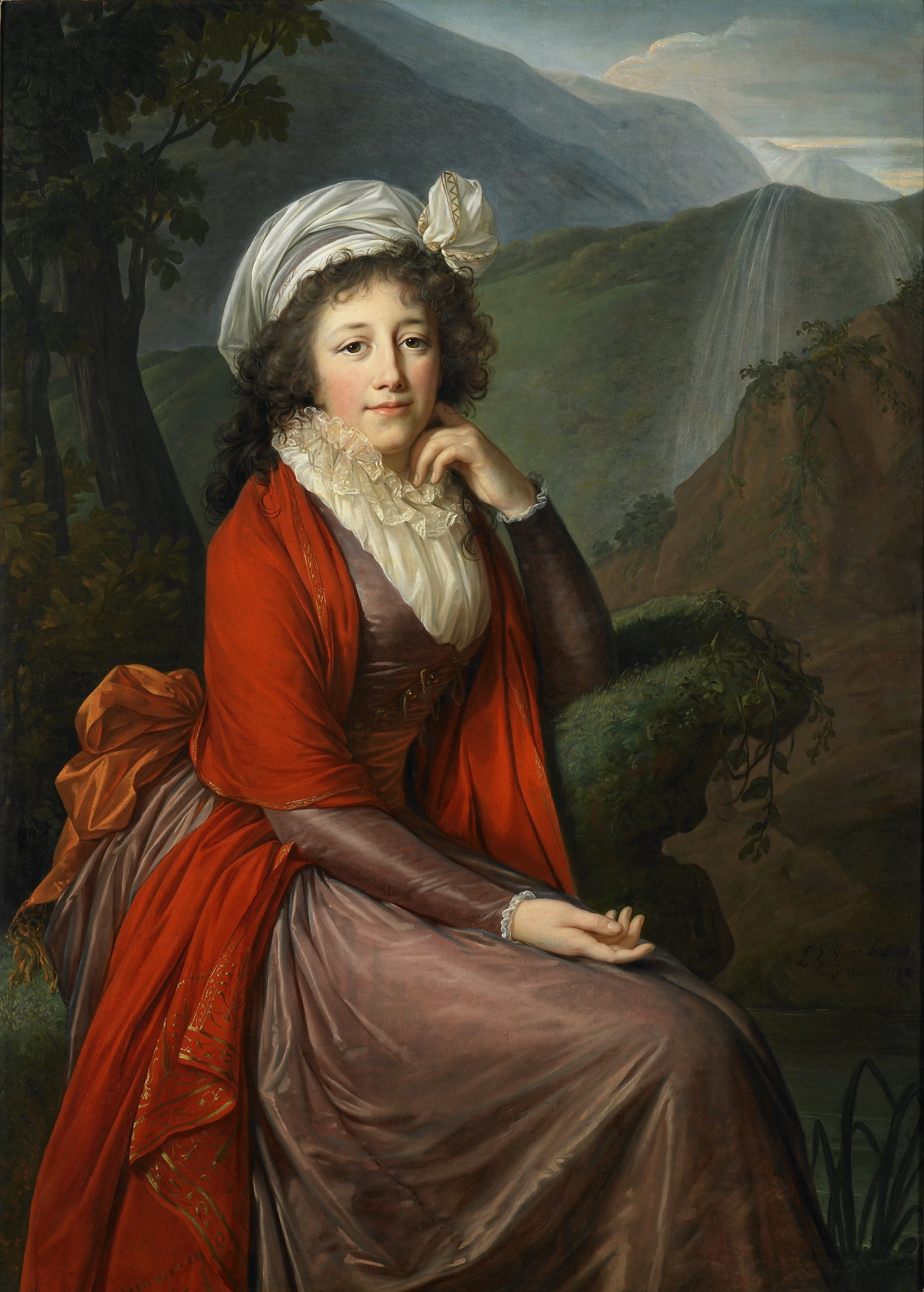
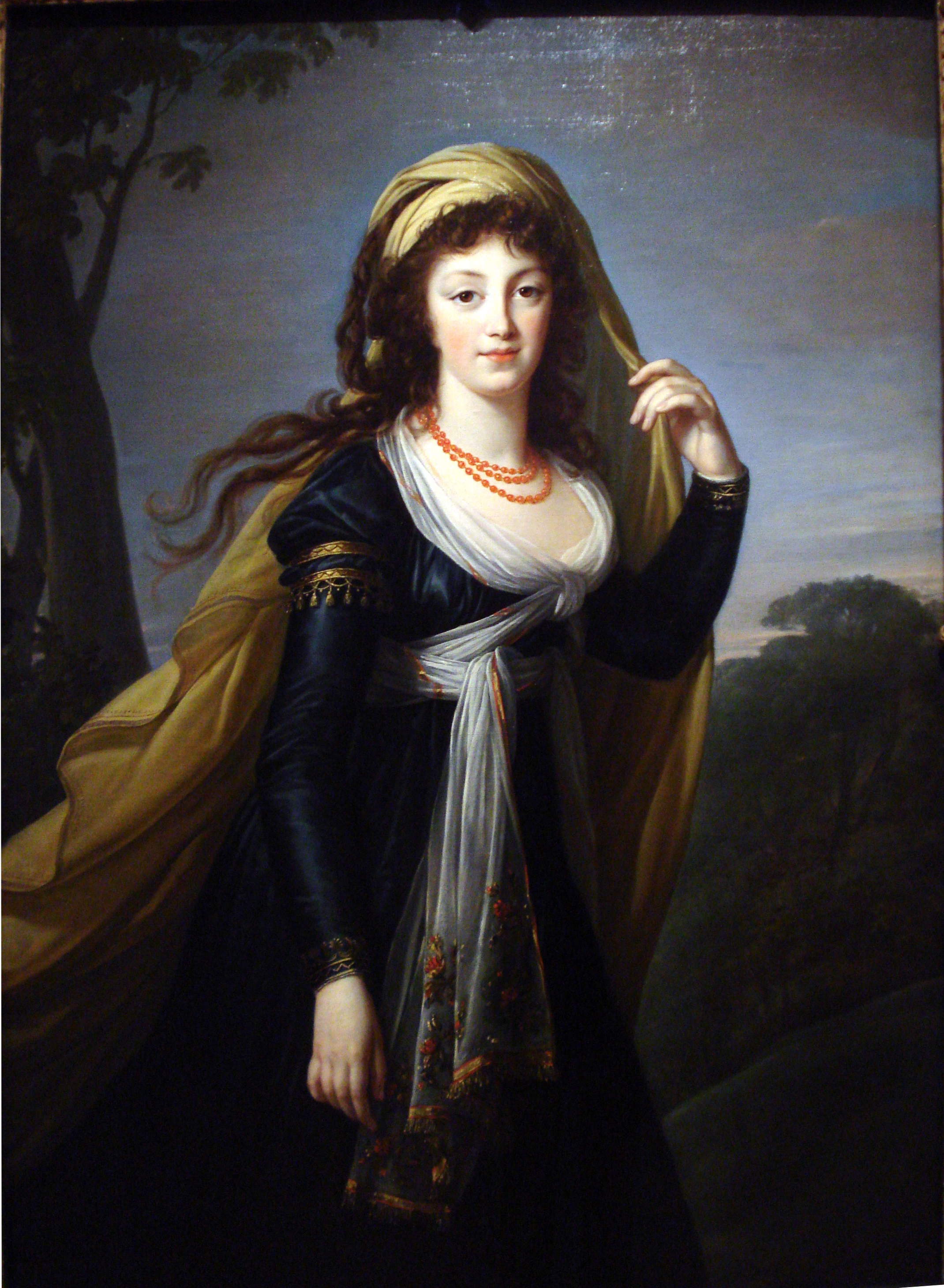
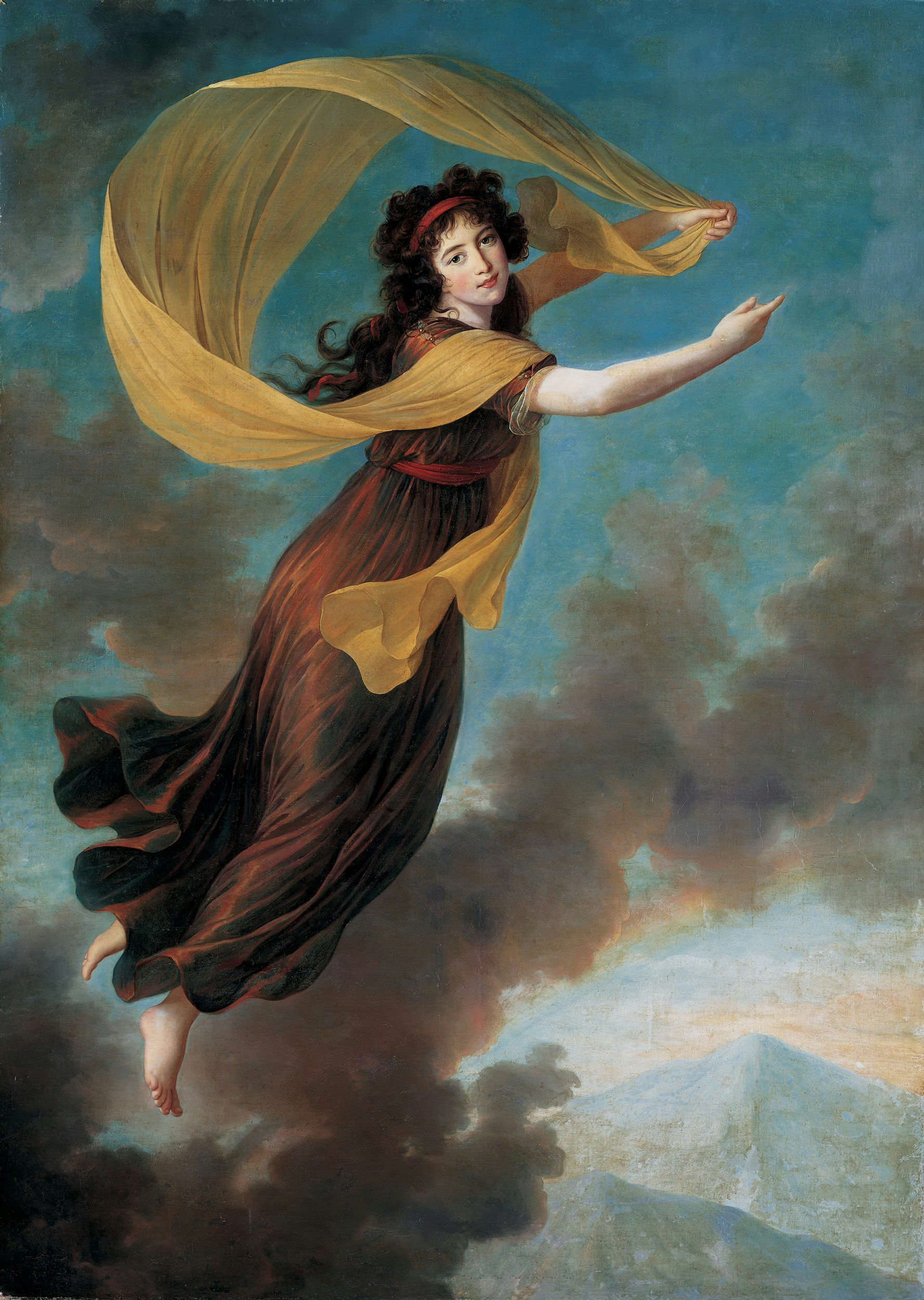
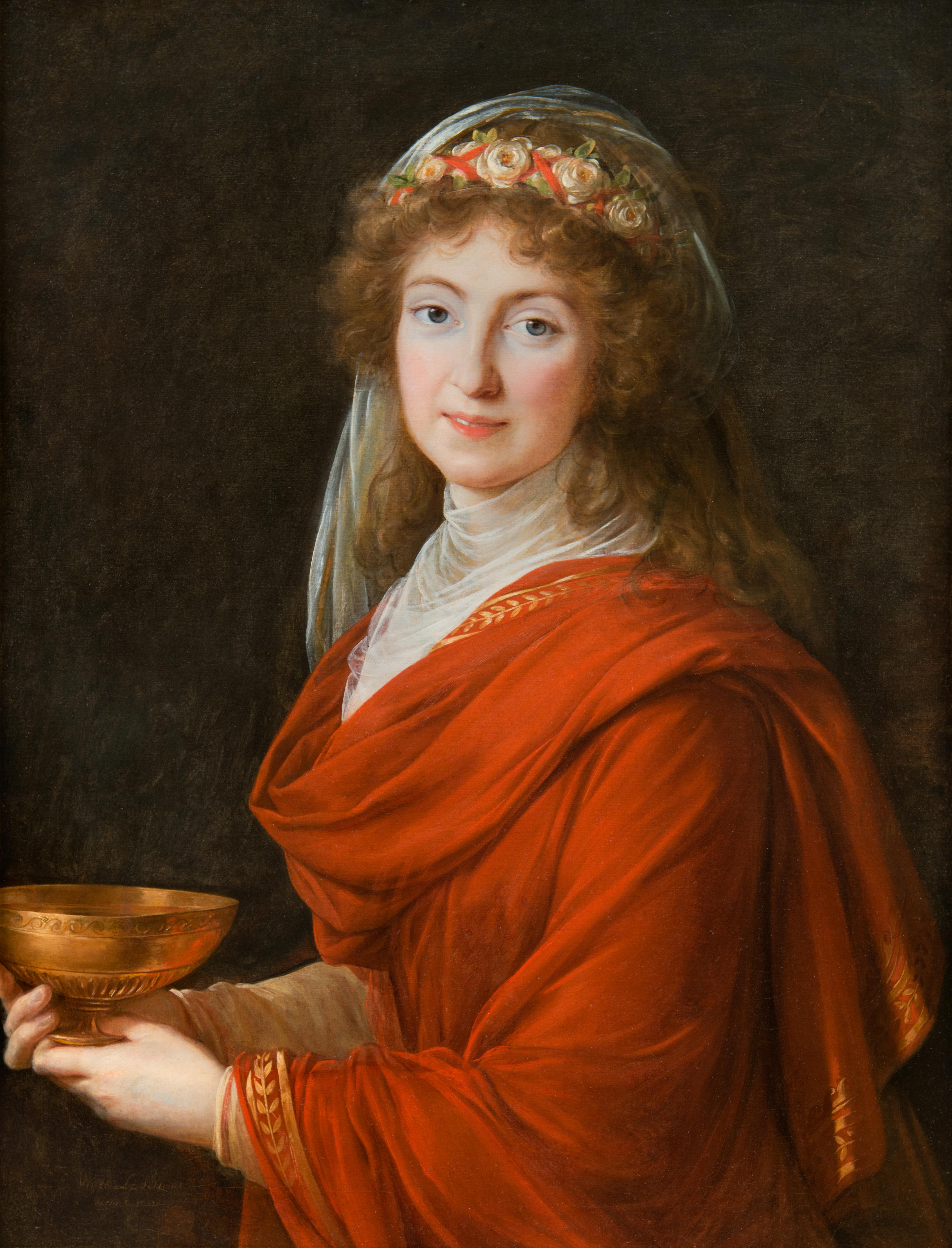
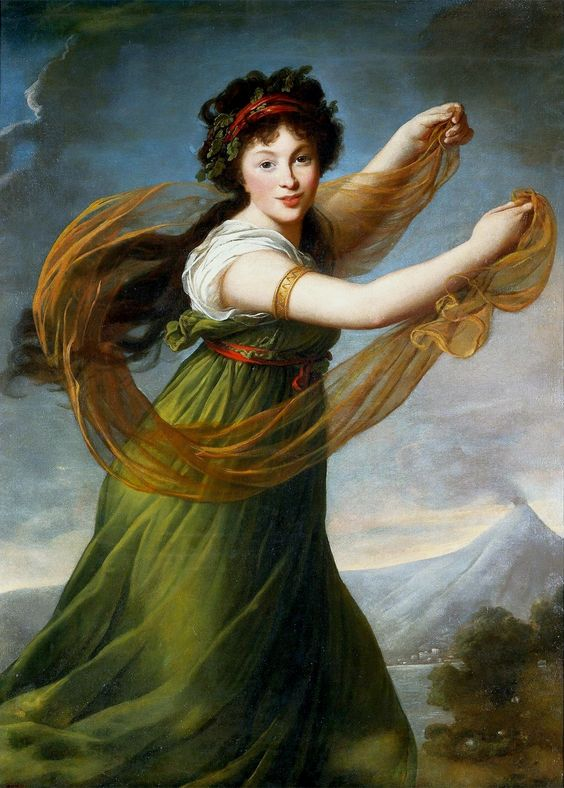

### صور مرسومة في روسيا

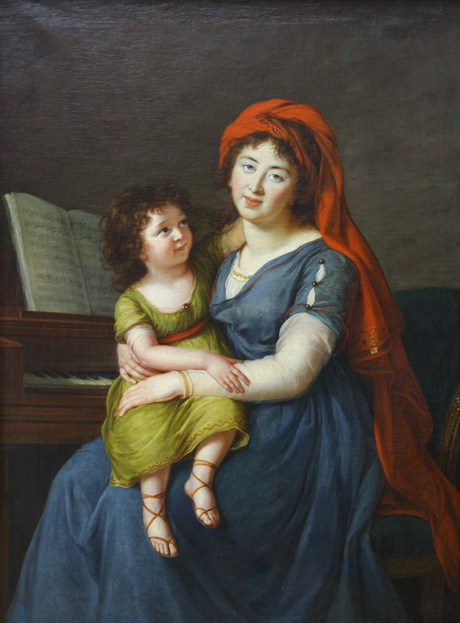
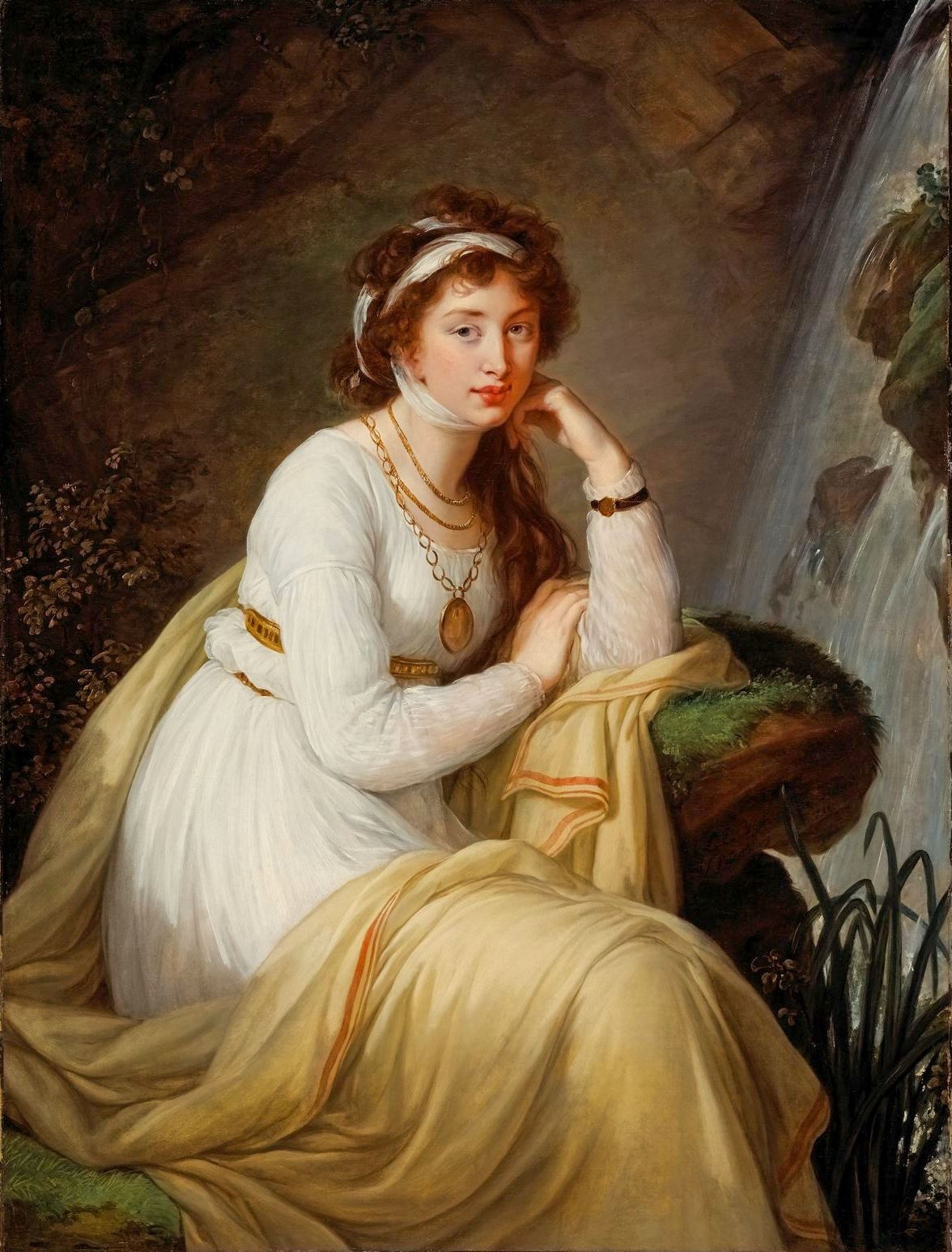
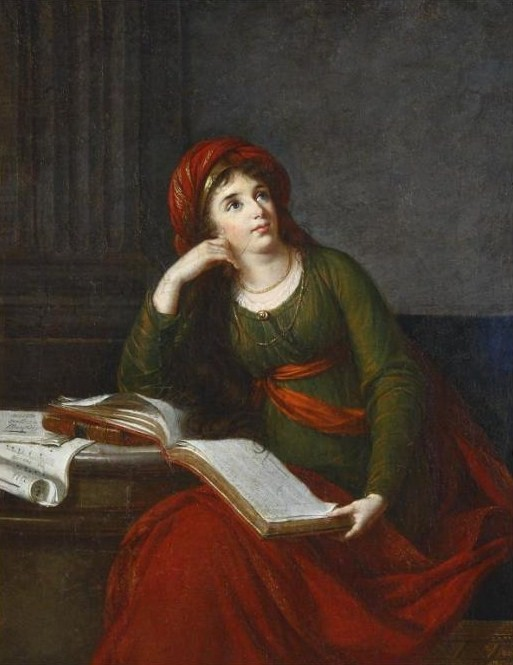
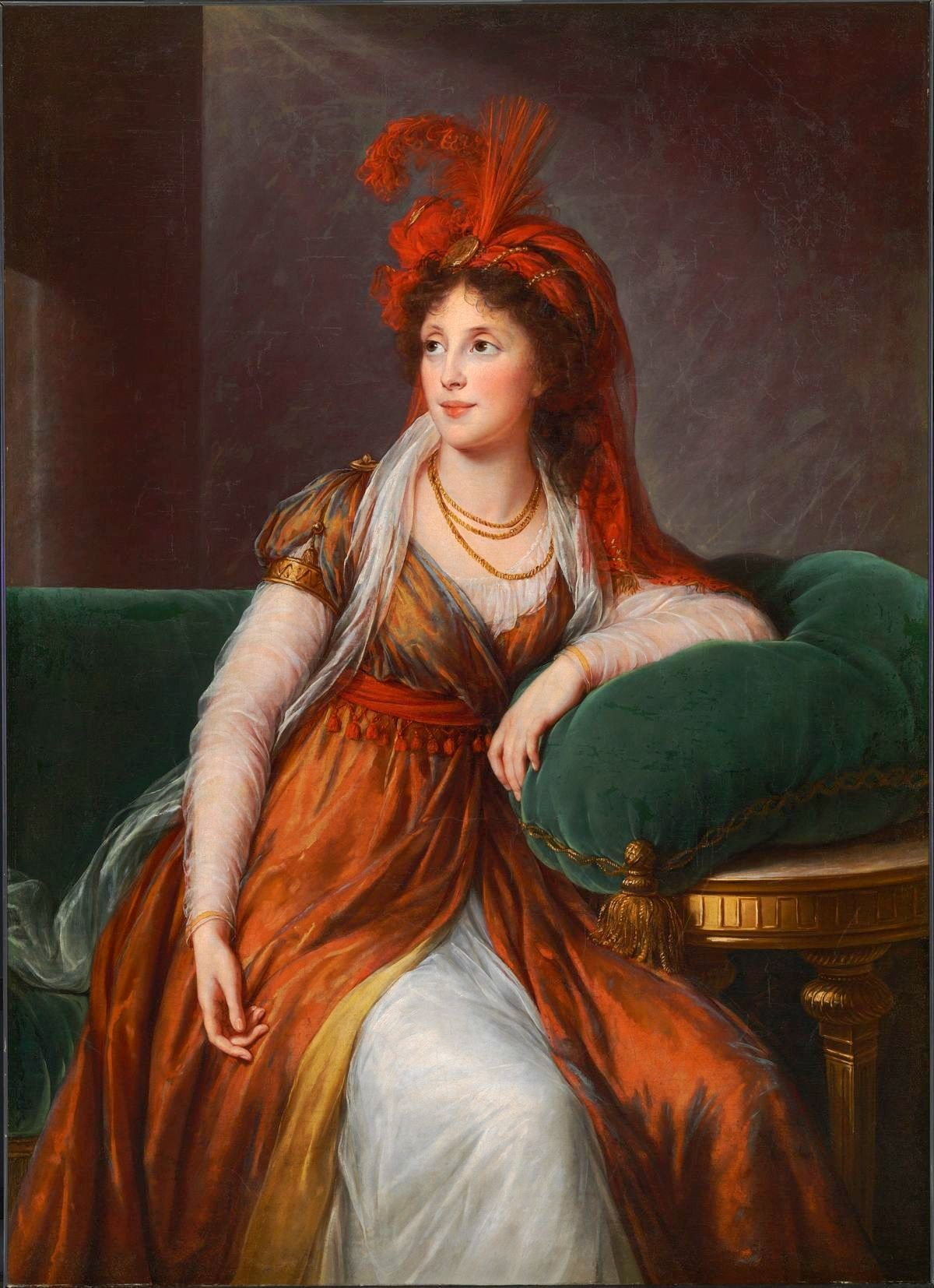
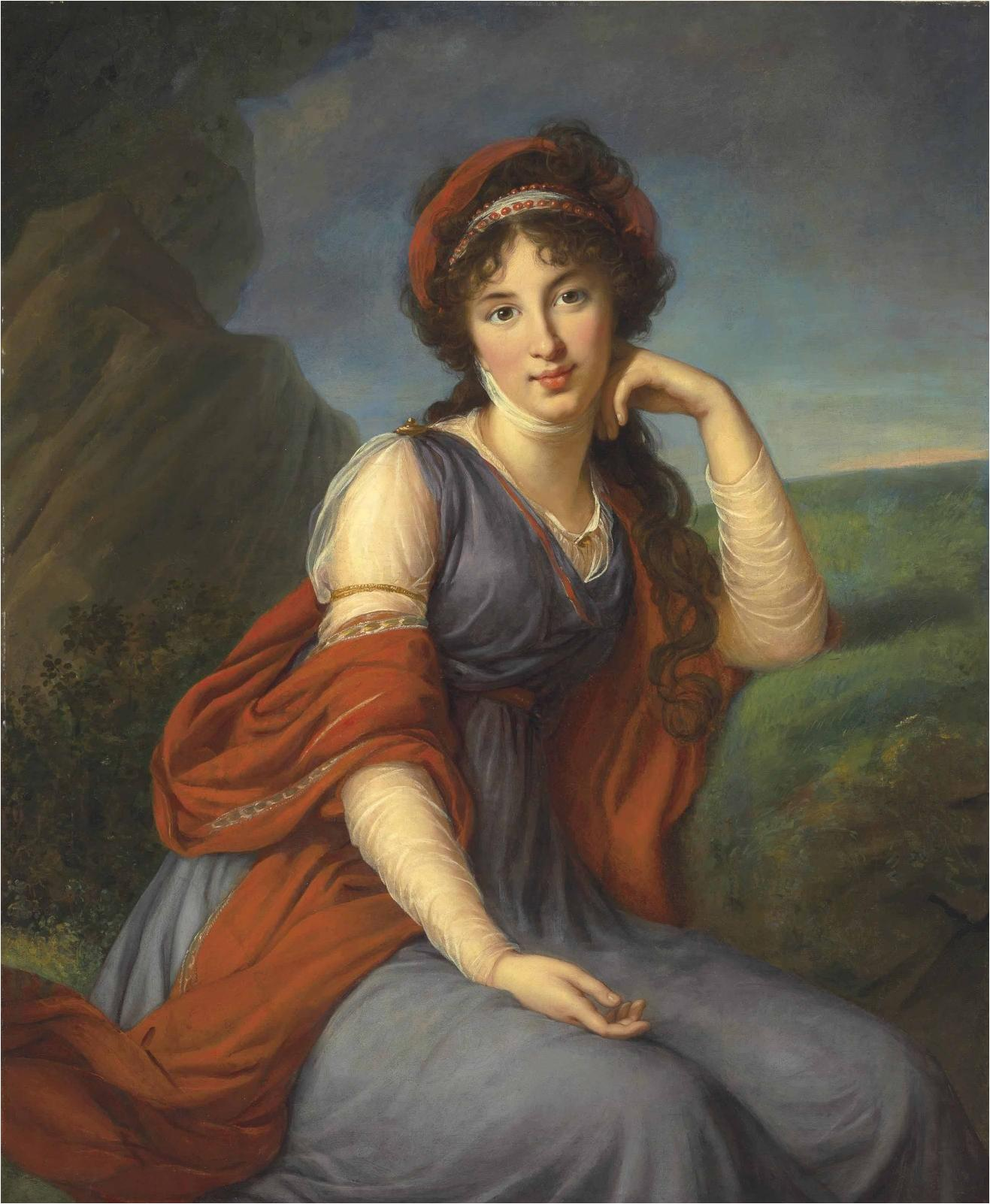
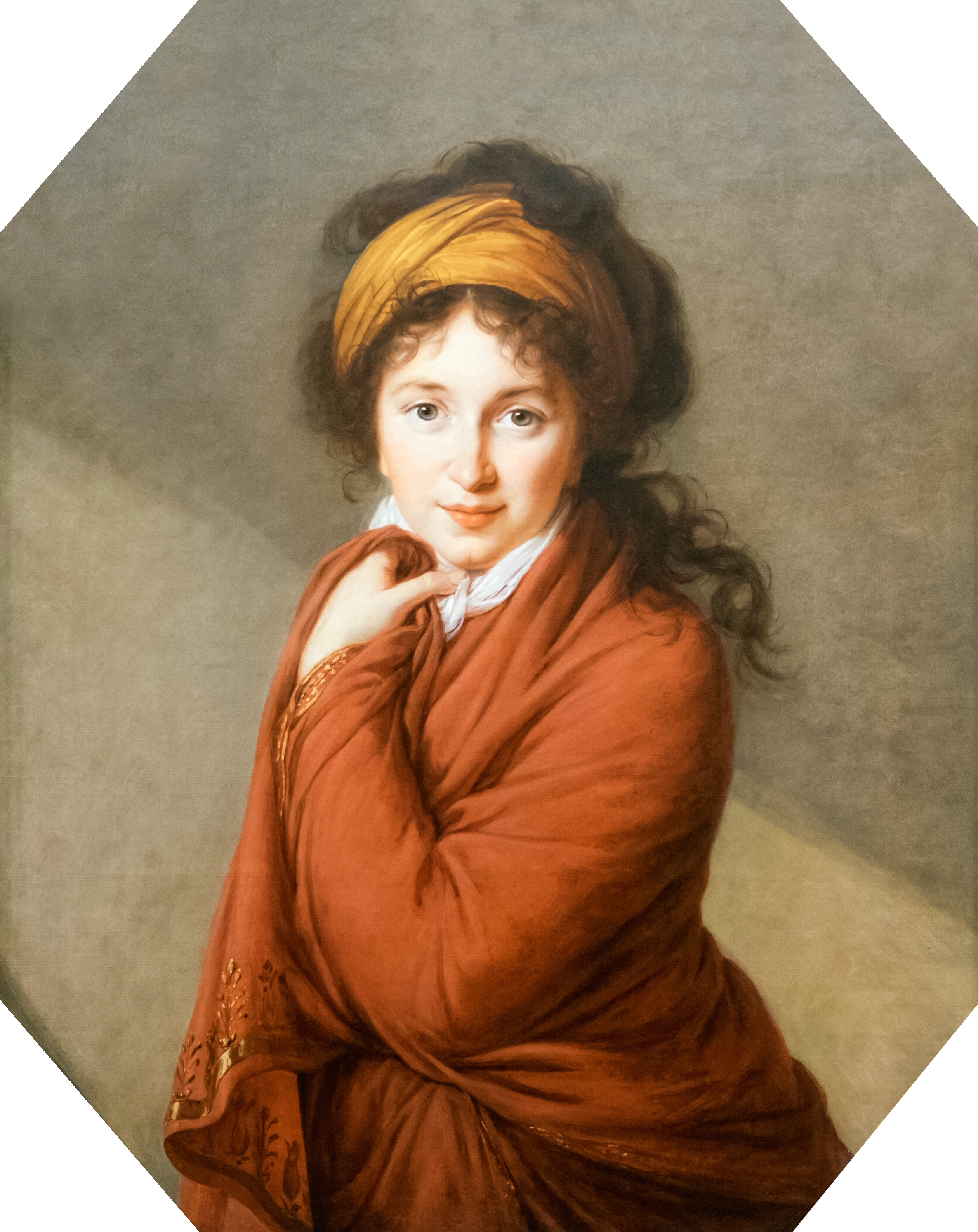
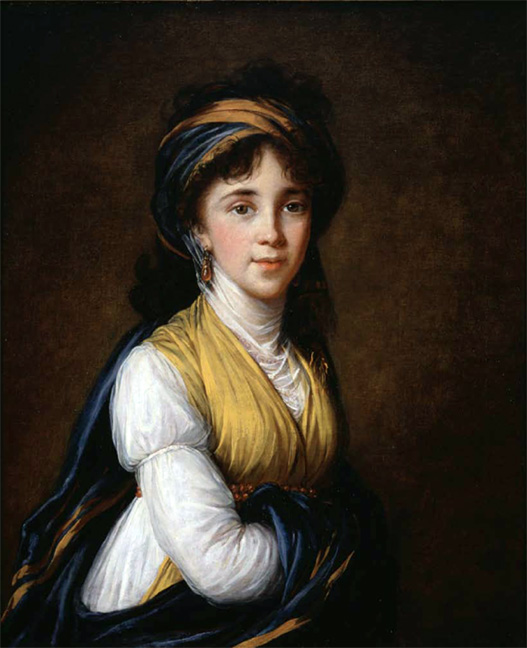
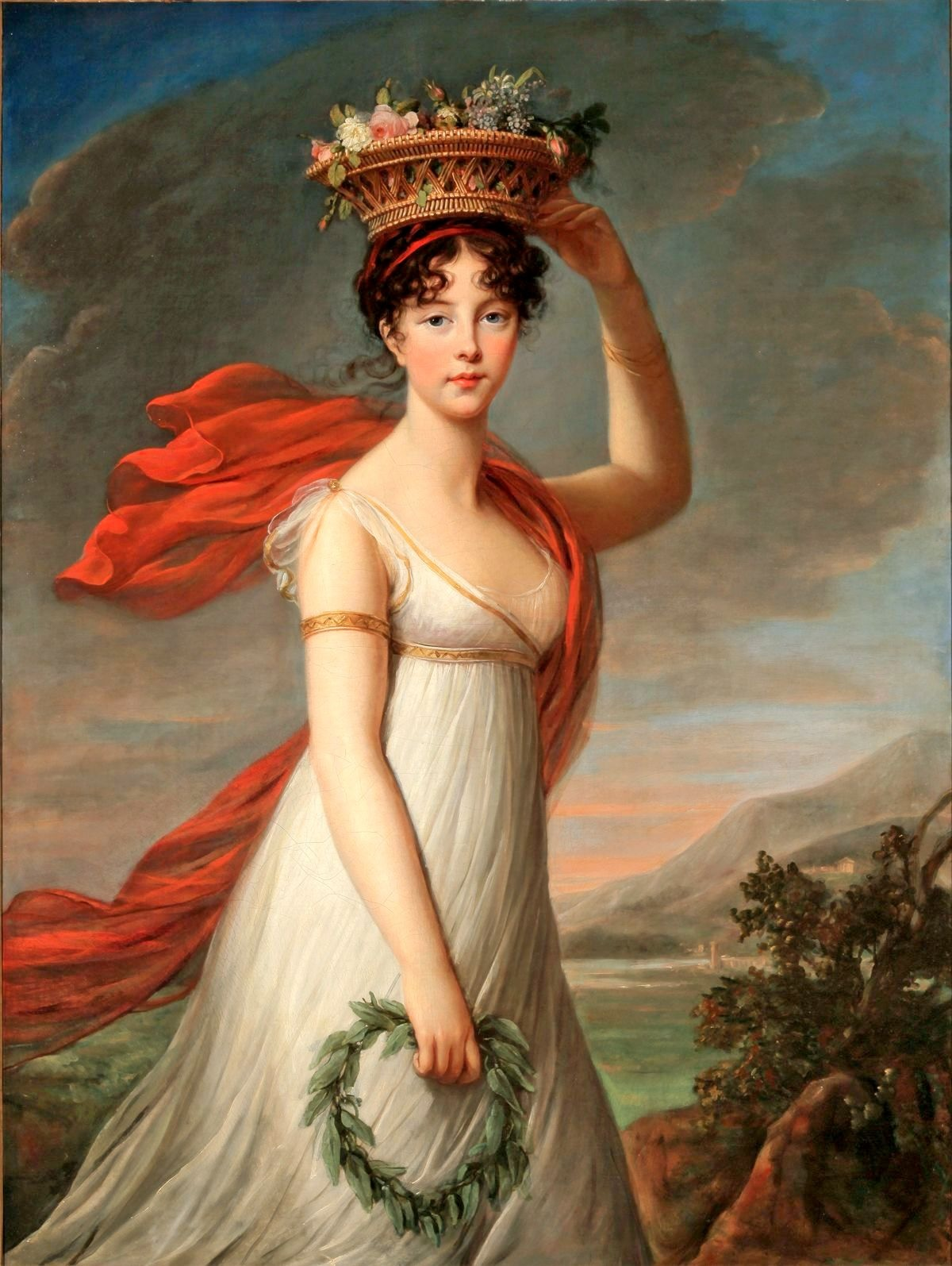